# Piedmont (Oklahoma)
Pour les articles homonymes, voir Piedmont.
Piedmont est une ville de 5 720 habitants située dans le comté de Canadian et le comté de Kingfisher, dans l'État de l'Oklahoma. 

## Histoire
La ville de Piedmont a été fondée lors du Land Run de 1889 (en). Elle est restée une communauté rurale petite mais stable pendant la première moitié du XXe siècle. Au cours des années 1950, la ville est devenue une communauté « dortoir » de plus en plus populaire pour ceux qui travaillent dans la Ville d'Oklahoma City voisine. Le développement « de la Voie express du Nord-ouest » (OK State Highway 3) a abouti à une croissance démographique de 124 %.
Le 24 mai 2011, la ville a été frappée par une tornade qui a détruit des centaines de maisons, causé plus de 20 millions de dollars de dégâts et tué deux enfants.